# Byrsonima salzmanniana
Byrsonima salzmanniana är en tvåhjärtbladig växtart som beskrevs av Adrien Henri Laurent de Jussieu. Byrsonima salzmanniana ingår i släktet Byrsonima och familjen Malpighiaceae. Inga underarter finns listade i Catalogue of Life.